# Ramsch
Ramsch bedeutet so viel wie „minderwertige Ausschussware, Schleuderware, Massenware, wertloses Zeug.“ Das Wort wird von den meisten Wörterbüchern als umgangssprachlich markiert.

## Etymologie
Die Herkunft des Wortes „Ramsch“ ist unsicher; in der heutigen Bedeutung ist es seit Mitte des 19. Jahrhunderts geläufig. Offenbar handelt es sich um eine Entlehnung des französischen ramas „Aufsammeln, Auflesen, Haufen wertloser Dinge, Plunder“ (zum Verb ramasser „sammeln, zusammenraffen“); dieses Wort liegt jedenfalls der Bezeichnung des Ramsch, Rams oder auch Rammes genannten, vor allem in Süddeutschland und der Schweiz gespielten Kartenspiels zugrunde, bei dem derjenige Spieler gewinnt, der nicht etwa die höchsten, sondern die wenigsten Augen sammelt.
Der kaufmännische Ausdruck mit der Bedeutung „minderwertige Ware“ mag aber aus einer Vermischung dieses französischen Ausdrucks mit einheimischen Wortgut entstanden sein; diskutiert wird zum einen eine Herleitung von bzw. Vermischung mit Rotwelsch (be-)ramschen „betrügen“, das seinerseits auf Hebräisch רָמָאוּת (rammāʾūþ) „Betrug“ zurückgeht, zum anderen ein Zusammenhang mit der mittelniederdeutschen Redewendung im rampe kōpen „in Gänze, in Bausch und Bogen kaufen.“ Alfred Schirmer notierte dazu 1911 in seinem Wörterbuch der deutschen Kaufmannssprache einerseits, dass das Wort vor allem in Norddeutschland gebräuchlich sei (was für einen niederdeutschen Ursprung spräche), merkte aber andererseits auch an, dass es „heute meist als jüd.[isch] empfunden“ werde.

## Verramschen, Ramschläden, Ramschanleihen
Die Ableitung ramschen bezeichnet das „billige Aufkaufen von Ramschware“; verramschen wiederum „zu einem Schleuderpreis verkaufen“. Als Ramschladen oder auch Ramschbasar wird ein Ladengeschäft bezeichnet, in dem – vermeintlich oder tatsächlich – minderwertige Ware verkauft wird. Das gesamte Wortfeld gilt als negativ konnotiert und wird von Unternehmen in der Regel nicht zur Eigenbezeichnung verwendet. Der deutsche Unternehmer Werner Metzen allerdings wurde in den 1990er Jahren durch die Medien und auch in der Biografie seines Sohnes als Ramschkönig bezeichnet.
Im Buchhandel wird der Begriff Verramschen intern benutzt, wenn Teile einer Buchauflage nicht mehr der Buchpreisbindung unterliegen. Dies bezieht sich vor allem auf Restbestände einer Auflage, deren Verkaufszahlen stark rückläufig sind oder von Anfang an ein in der Regel vertraglich vereinbartes Maß unterschreiten. Mit dem vom Verlag genannten Termin einer Verramschung gehen sämtliche Nutzungsrechte an den Autor zurück. Vom gebundenen Ladenpreis abweichen können im Vorfeld auch Angebote von Remittenden und (teilweise absichtlich zu diesem Zweck) beschädigten Büchern, so genannte Mängelexemplare. Der Vertrieb solcher meist sehr stark verbilligter Buchtitel ohne Buchpreisbindung wird beschönigend als Modernes Antiquariat bezeichnet.
In jüngster Zeit wird das Wort Ramsch immer wieder auch von seriösen Medien im Zusammenhang mit den Bonitätsbewertungen von Rating-Agenturen verwendet. In diesem Kontext übersetzt sich englisch junk („Schrott“) als eine Ramschanleihe (junk bond), also eine Anleihe mit hohem Zins und umso höherem Kreditrisiko.
In der Pflanzenzüchtung bezeichnet „Ramsch“ ein Gemisch von Genotypen.

## Synonyme
In gleicher oder ähnlicher Bedeutung wie Ramsch werden im Deutschen Kram, Krempel, Plunder, Tand, Tinnef und Nippes gebraucht.